# Eleccions presidencials del Senegal de 1968
El 25 de febrer de 1968 es van celebrar tant eleccions presidencials com legislatives al Senegal per a elegir un President i una Assemblea Nacional. Després d'una sèrie de fusions de partits, el país s'havia convertit en un estat unipartidista, amb la Unió Progressista Senegalesa (UPS) com a únic partit legal, per la qual cosa el seu líder, Léopold Sédar Senghor, va ser l'únic candidat en les eleccions presidencials i va ser reelegit sense oposició. En les eleccions a l'Assemblea Nacional, es va presentar als votants una llista de 80 candidats d'UPS perquè votessin. La participació dels votants va ser del 94,7% en les eleccions presidencials i del 93,0% en les eleccions a l'Assemblea Nacional.